# Титусівка
Титусі́вка — село в Україні, у Козятинській громаді Хмільницького району Вінницької області. Населення становить 596 осіб.

## Населення

### Мова
Розподіл населення за рідною мовою за даними перепису 2001 року:
| Мова       | Кількість | Відсоток |
| ---------- | --------- | -------- |
| українська | 585       | 98.15%   |
| російська  | 11        | 1.85%    |
| Усього     | 596       | 100%     |